# Ali Ahraoui
Ali Ahraoui (Wiesbaden, 15 de febrero de 1979) es un deportista alemán que compitió en boxeo. Ganó  una medalla de bronce en el Campeonato Mundial de Boxeo Aficionado de 1999, en el peso superligero.
En julio de 2004 disputó su primera pelea como profesional. En su carrera profesional tuvo en total 16 combates, con un registro de 13 victorias, 2 derrotas y un empate.

## Palmarés internacional
| Campeonato Mundial | Campeonato Mundial       | Campeonato Mundial | Campeonato Mundial |
| Año                | Lugar                    | Medalla            | Categoría          |
| ------------------ | ------------------------ | ------------------ | ------------------ |
| 1999               | Houston (Estados Unidos) | Medalla de bronce  | 63,5 kg            |